# Herrenhaus Richelsdorf
Koordinaten: 50° 58′ 34″ N, 10° 0′ 28″ O

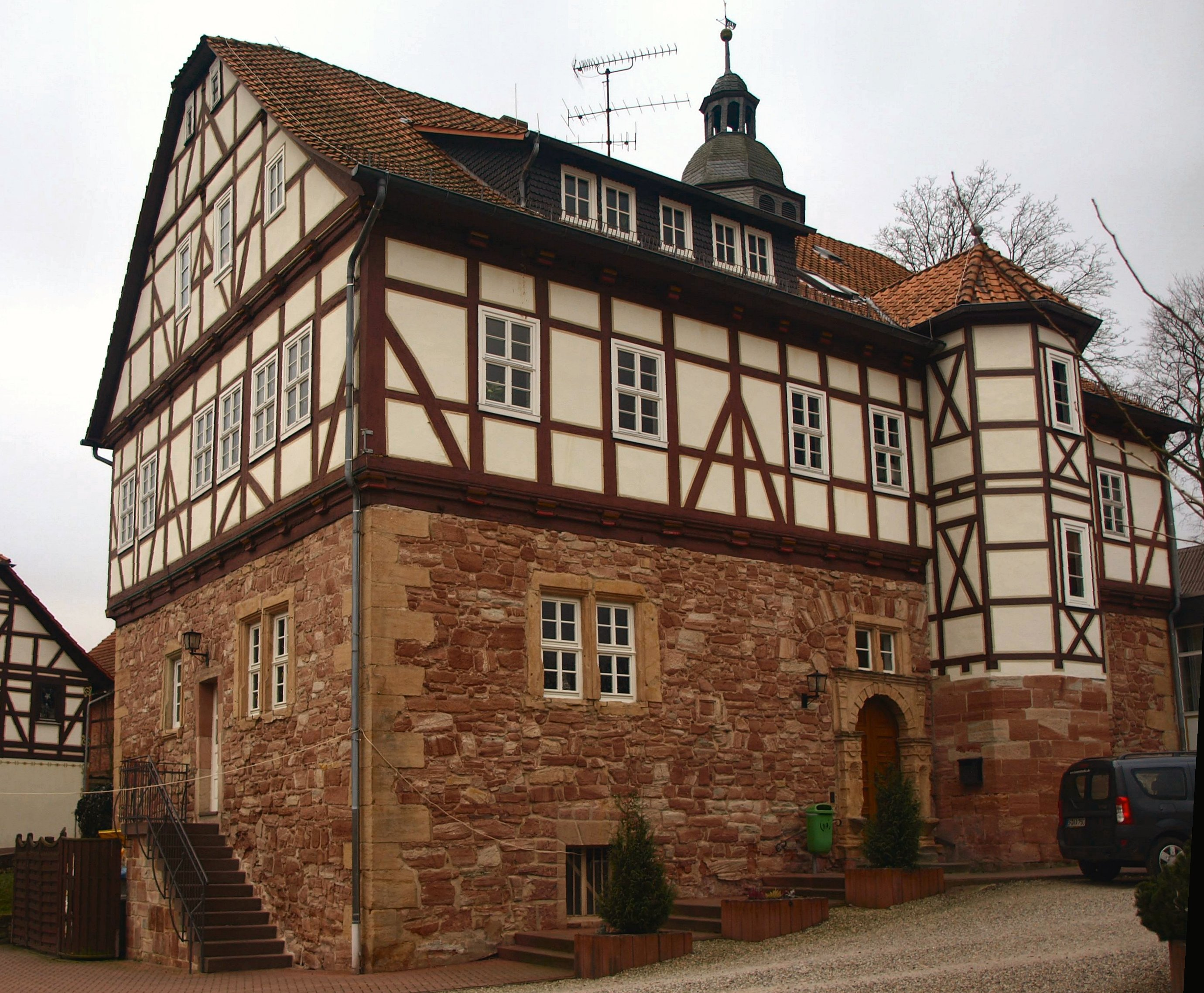
Das Herrenhaus in Richelsdorf; im Hintergrund der Turm der Dorfkirche

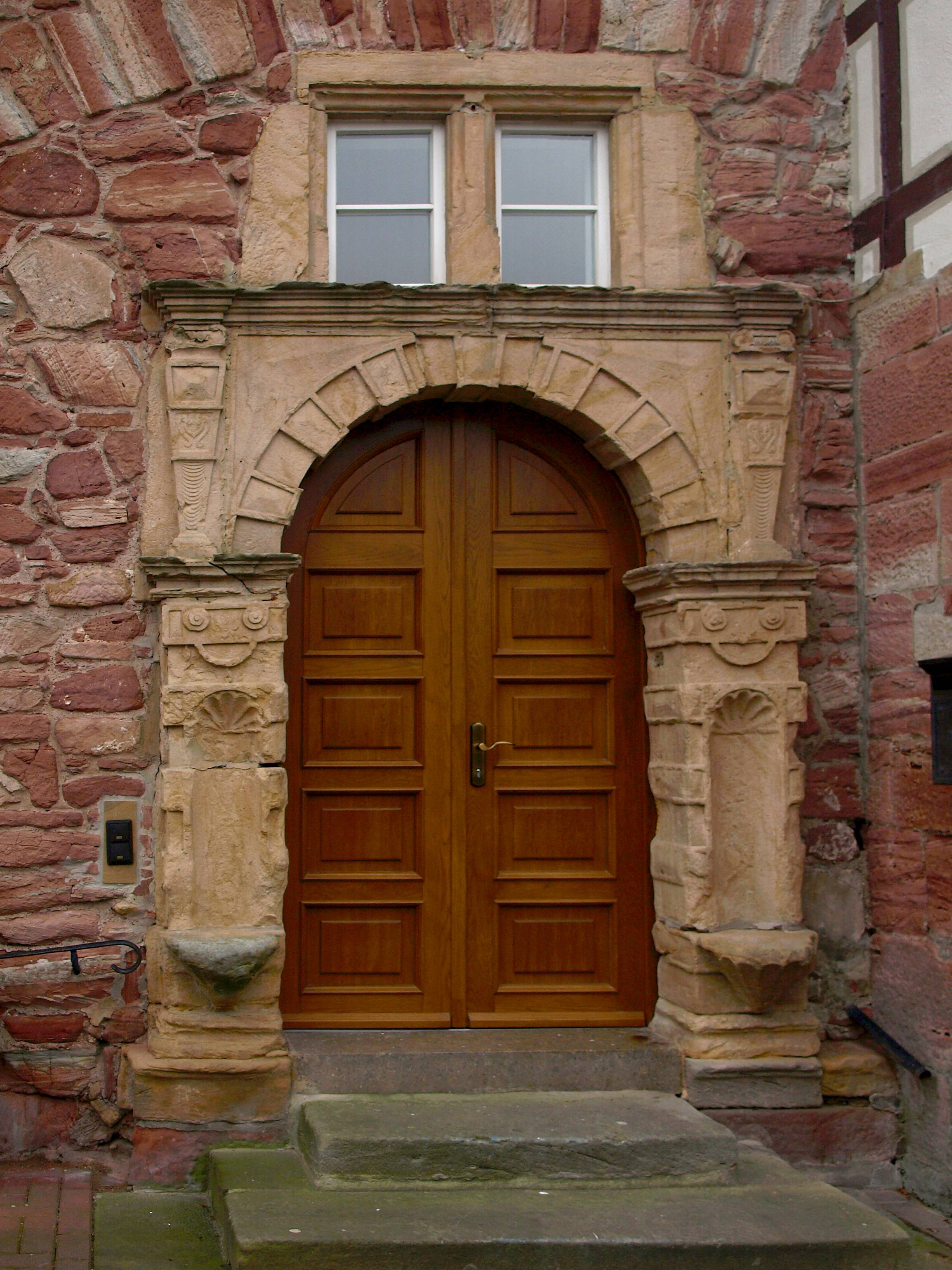
Der Eingang zum Herrenhaus

Das Herrenhaus Richelsdorf in Richelsdorf, einem Ortsteil der Gemeinde Wildeck im osthessischen Landkreis Hersfeld-Rotenburg, ist ein in den Jahren 1598 bis 1600 erbautes Herrenhaus. Es befindet sich auf einem Bergsporn mitten im Dorf in der Straße Am Kirchrain 2, unmittelbar östlich der Dorfkirche.

## Erbauer
Der Erbauer des Hauses, Philipp Wilhelm von Cornberg (1553–1616), war der Stammvater der Freiherren von Cornberg. Er war ein vor-ehelicher Sohn des Landgrafen Wilhelm IV. von Hessen-Kassel, geboren 13 Jahre vor dessen Eheschließung mit Sabina von Württemberg. Seine Mutter war Elisabeth Wallenstein, Tochter eines Kasseler Türmers. Landgraf Wilhelm übereignete ihm im Jahre 1574, als er 21 Jahre alt wurde, als erbliches Mannlehen Cornberg. Nach dem Tod seines Vaters 1598 trat Philipp Wilhelm dem neuen Landgrafen, seinem Halbbruder Moritz, Cornberg ab und erhielt stattdessen 10.000 Reichstaler und als rechtes Mannlehen das Dorf Richelsdorf mit der hohen und niederen Gerichtsbarkeit und dem Kirchenpatronat, sowie Obergude, Niedergude und Landefeld.

## Bau
In Richelsdorf baute er sich sofort, in den Jahren 1598–1600, direkt neben der gotischen Patronatskirche, ein Herrenhaus auf dem weitläufigen Gelände seines Gutshofs.
Das Gebäude, mit einer Grundfläche von etwa 20 × 12 Metern, steht am Hang unmittelbar östlich unterhalb der Kirche auf einem mächtigen, aus Buntsandstein-Bruchsteinmauerwerk errichteten Erdgeschoss, das an seiner Ostseite wegen der Hanglage teilweise auch ein oberirdisches Kellergeschoss mit einschließt. Das Obergeschoss ist aus relativ schmucklosem Fachwerk. Gedeckt ist der Bau mit einem Krüppelwalmdach über zwei Dachgeschossen. An der nördlichen, dem Hof zugewandten sechs-achsigen Längsseite befindet sich ein im Fünfachtelschluss vorgesetzter, dreigeschossiger, bis an die Dachtraufe reichender Treppenturm, bedeckt von einem fünfseitigen Zeltdach. Unmittelbar links daneben, und somit genau in der Mitte der Nordseite, befindet sich das beidseitig von Pilastern flankierte rundbogige Portal. An der talseitigen, östlichen Stirnseite führt eine (vermutlich später angebaute) einseitige Freitreppe zu einer Tür in das hier hochgelegene Erdgeschoss. Die straßenseitige Südseite ist mittig von einem breiten und bis fast auf Firsthöhe aufragenden Zwerchhaus gekrönt.

## Gerichtsplatz und Gerichtslinde
Etwa 30 m östlich des ehemaligen Herrenhauses befindet sich der einstige Gerichtsplatz von Richelsdorf. Dort, an der Ecke Kupferstraße/Kirchrain, steht noch immer die alte Gerichtslinde, heute umfasst von einer umlaufenden Bank.

## Geschichte
Philipp Wilhelm starb in seinem Richelsdorfer Herrenhaus am 30. August 1616 und wurde in der Patronatskirche nebenan beigesetzt. Seine fünf überlebenden Söhne teilten den väterlichen Besitz unter sich auf, wodurch sich neben einer Richelsdorfer Linie vier westfälische Familienzweige bildeten. Als die Richelsdorfer Linie 1739 im Mannesstamm erlosch, fiel Richelsdorf an die Auburger Linie, von der ein Zweig daraufhin 1762 nach Richelsdorf übersiedelte und die neue Richelsdorfer Linie begründete. Diese Linie erlosch 1935 im Mannesstamm mit dem letzten Patronatsherrn von Richelsdorf, Carl August Albert Ludwig von Cornberg.
Das rund 450 Hektar große Rittergut war bereits seit langer Zeit zumeist von Pächtern bewirtschaftet worden, und die einst zahlreichen grundherrlichen Rechte waren, mit Ausnahme des Kirchenpatronats, schon lange verloren gegangen. Bereits 1806 bzw. 1821 hatten die Cornberger die Gerichtsbarkeit verloren, und mit dem kurhessischen Ablösungsgesetz von 1854 verloren sie auch ihre Stellung als Grundherren mit den damit verbundenen Rechten und Ansprüchen auf Real- und Personalleistungen der Richelsdorfer. Mit dem in Geld umgerechneten 25-fachen Betrag all ihrer Zins-, Sach- und Dienstverpflichtungen lösten die Richelsdorfer Einwohner diese mittelalterlichen Feudallasten ab, mussten allerdings noch bis 1923 die von der Landeskreditkasse dazu aufgenommenen Darlehen abtragen. Die Cornberger bauten sich für die Ablösesumme 1898 am Dorfausgang nach Blankenbach eine Villa, die sie dann 1902, zusammen mit dem gesamten Cornberger Waldbesitz von 281 ha, an einen Holzkaufmann aus Gladbeck verkauften. Nach dem Tod des letzten Cornbergers zu Richelsdorf 1935 wurde der landwirtschaftliche Besitz der Familie in Richelsdorf parzelliert und an die dortigen Landwirte verkauft. Lediglich das alte Herrenhaus blieb mitsamt den Gutsgebäuden und den Park- und Gartenflächen zunächst noch in Familienbesitz, wurde aber 1943 von seinen weiblichen Nachkommen ebenfalls verkauft.
Im Herrenhaus wurden in den letzten Jahren des Zweiten Weltkriegs und in den ersten Nachkriegsjahren Flüchtlingsfamilien untergebracht. 1949 kaufte der Landkreis Rotenburg das Herrenhaus und den Park und richtete dort, nach baulicher Erweiterung, das Kreisaltenheim ein. Nachdem dieses später nach Rotenburg a. d. Fulda verlegt worden war, wurde das freigewordene Haus an private Eigner verkauft und zu einer Hotel-Gaststätte ausgebaut. Seit 1983 ist in dem renovierten Herrenhaus und den auf dem Grundstück errichteten Gebäuden eine private Fachklinik für Suchtkrankheiten untergebracht, die AHG Klinik Richelsdorf.
Im ehemaligen Rittersaal erinnert noch das Wappen der Familie von Cornberg mit dem Hessischen Löwen und dem Wappenspruch „In Treue vest“ an die Cornberger.